# Colli Aminei
I Colli Aminei sono una zona del comune di Napoli facente parte della municipalità Stella-San Carlo all'Arena, segnatamente del quartiere Stella. È delimitata a ovest e a nord dal Vallone di San Rocco, a est dalla salita di Capodimonte, a sud dai valloni dello Scudillo e delle Fontanelle.

## Etimologia
Il nome "Colli Aminei" è stato coniato in epoca antica: la bellezza dei luoghi, adibiti ad orto cittadino, colpì gli abitanti partenopei, che li definirono colli ameni, da cui per deformazione ne derivò il nome attuale. Un'altra interpretazione fa risalire il nome "Aminei" ad una popolazione della Tessaglia, ricordata anche da Aristotele, che colonizzò la zona nel periodo dorico, impiantando sulla collina oggi chiamata di Capodimonte numerosi vigneti che producevano il famoso vino amineo, citato da Macrobio, che i Romani chiamarono Falerno.

## Storia

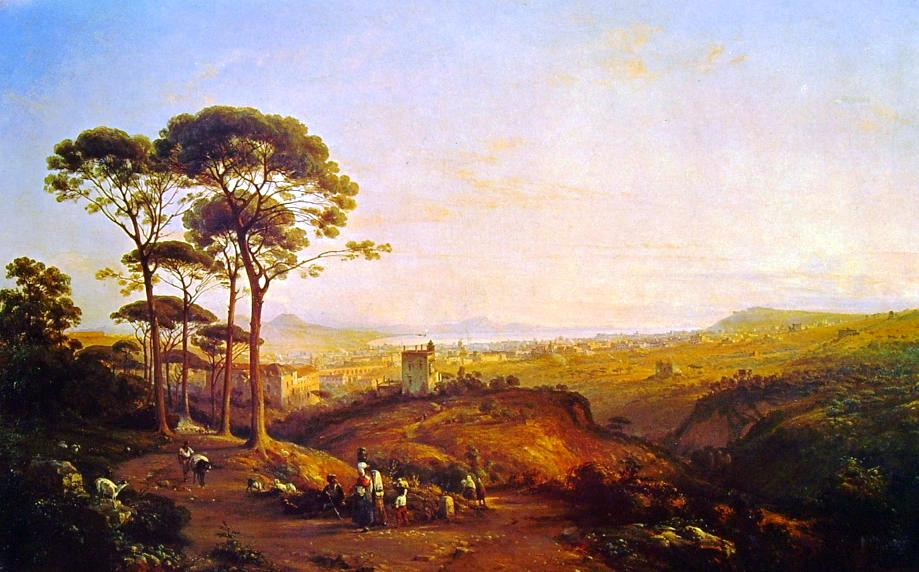
Teodoro Duclère - Napoli dalla Conocchia

Fin dall'epoca romana, i Colli, insieme a Capodimonte, erano considerati un rinomato luogo di villeggiatura e di aria salubre, grazie alla presenza di folti boschi. La presenza romana è testimoniata dai ruderi del Mausoleo della Conocchia, un monumento sepolcrale romano, che ebbe molta fama anche in età romantica, contribuendo ad attirare nell'area viaggiatori stranieri e turisti.
A seguito delle limitazioni estrattive decretate nei confini cittadini, nel XVIII secolo la zona (allora esterna alla città, come le altre zone collinari del Vomero, Posillipo e dell'Arenella) vide iniziare l'estrazione del tufo, in particolare nei pressi del vallone di San Rocco, sia a cielo aperto, sia tramite cave sotterranee con accesso dall'alto (latomie) o laterale dal vallone stesso (grotte). Durante la Seconda guerra mondiale le grotte sono state utilizzate per garantire la continuità produttiva delle industrie aeronautiche napoletane (per esempio l'IMAM - Industrie Meccaniche Aeronautiche Meridionali) anche sotto i bombardamenti alleati.

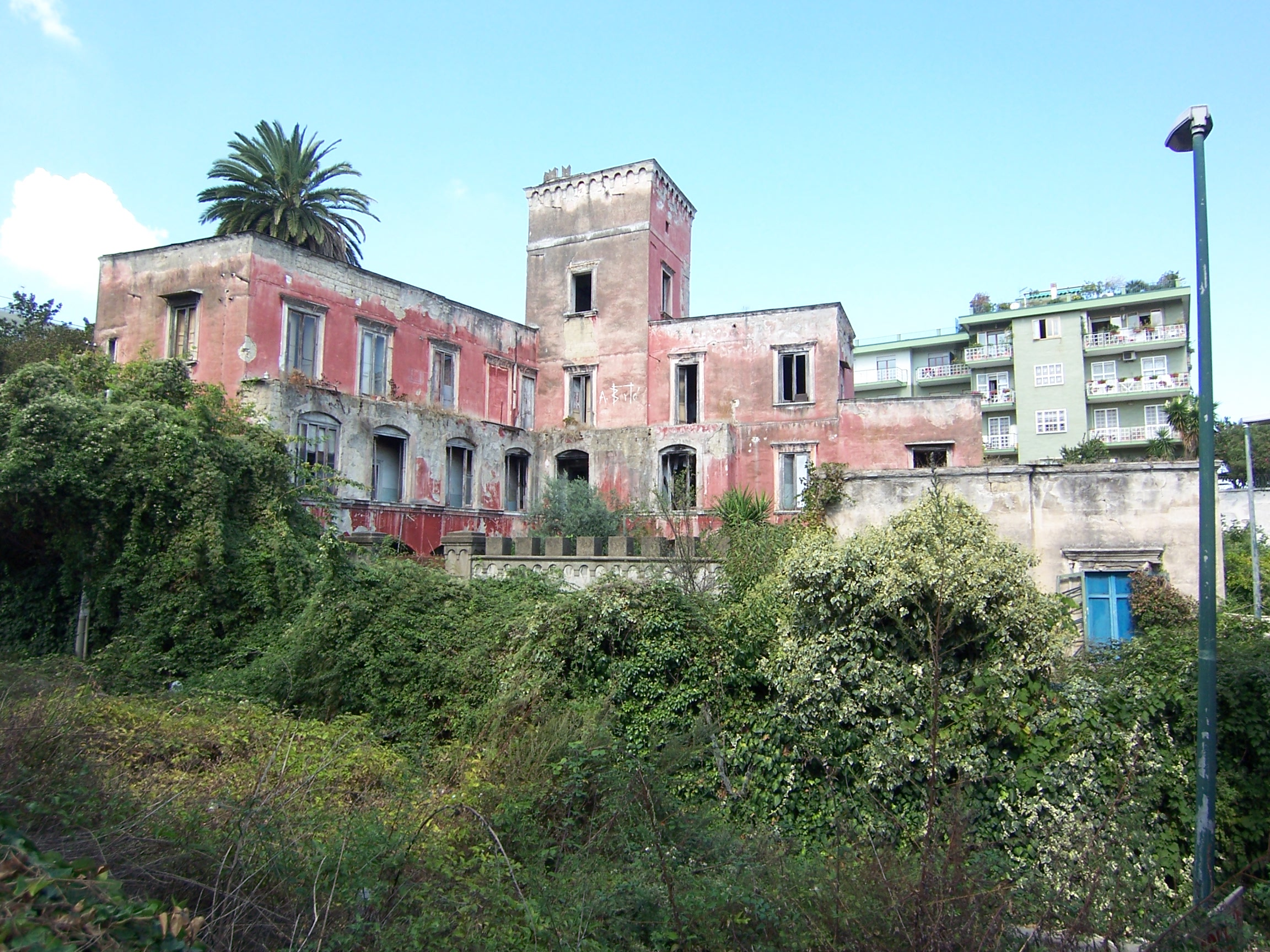
Torre Caselli, villa di campagna dei marchesi Caselli ai Colli Aminei, abbandonata per anni e da poco recuperata e divisa in più unità immobiliari. Ultimo abitante fu il pittore Antonio Berté, fino all'inizio degli anni novanta.

L'estrazione a cielo aperto, seppur in forma ridotta, prosegue ancora oggi. Le grotte e le latomie sono invece abbandonate, pur presentando un rilevante potenziale turistico come reperti di archeologia industriale e per il contesto naturalistico in cui sono inserite.
L'urbanizzazione delle colline napoletane ha raggiunto il quartiere negli anni sessanta; fortunatamente le latomie e la topografia impervia hanno limitato il deturpamento edilizio. Oggi il quartiere presenta una zona densamente abitata, con una popolazione di circa 30 000 abitanti, circondata da una zona verde, adibita a parco pubblico o a coltivazioni agricole.
Il quartiere è prevalentemente residenziale. Sono presenti numerosi piccoli esercizi commerciali, oltre ad un piccolo indotto derivante dai numerosi ospedali presenti nella Zona Ospedaliera, nonché del Tribunale per i minorenni di Napoli e del relativo Centro di prima accoglienza. Ospita la sede del Seminario Arcivescovile di Napoli, e della Pontificia Facoltà Teologica dell'Italia Meridionale.

## Trasporti e viabilità

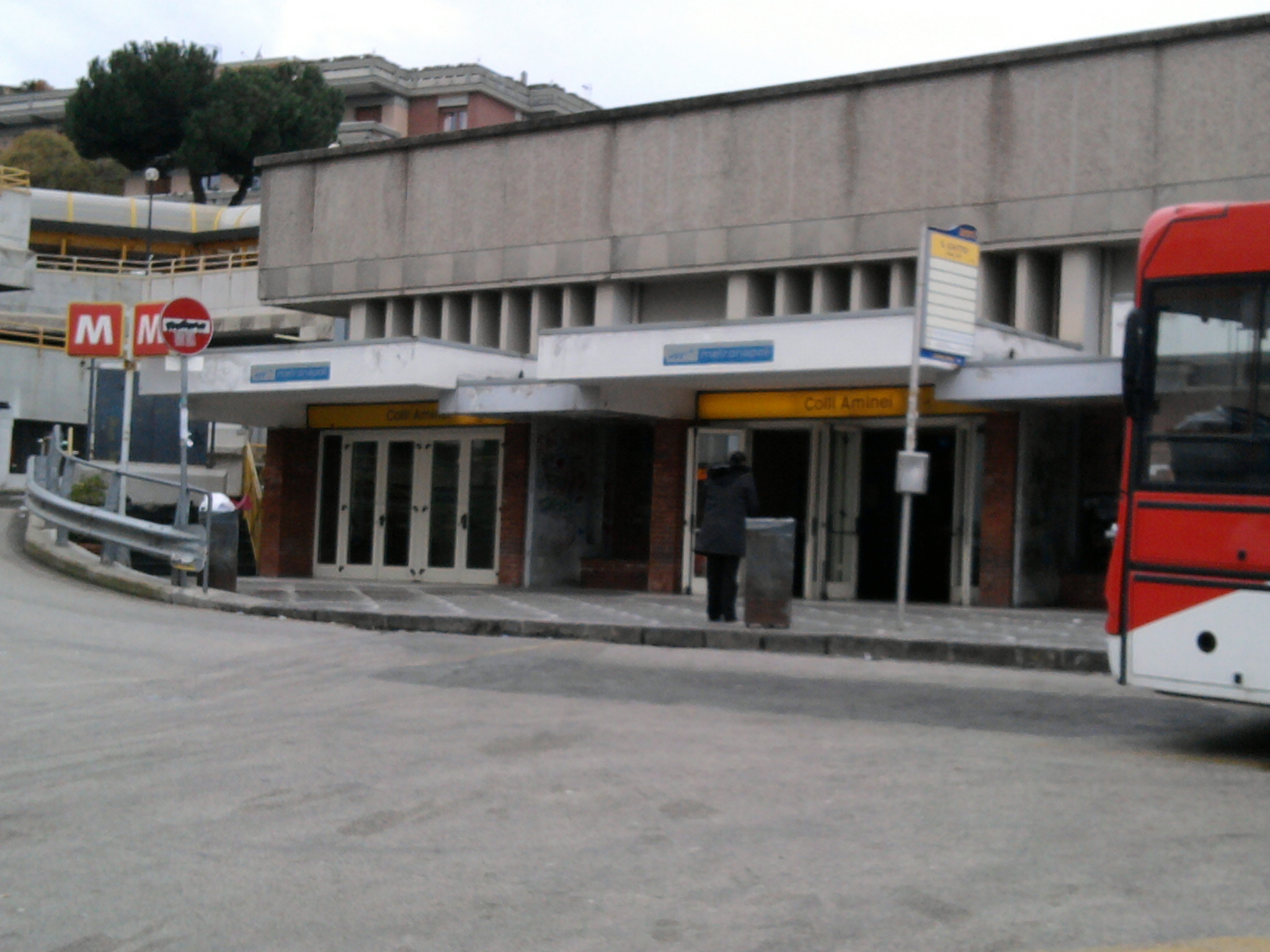
L'esterno della fermata della metro linea 1

I Colli Aminei costituiscono una cerniera dei collegamenti cittadini sull'asse nord-sud, anche per la presenza della stazione Colli Aminei della Linea 1 (metropolitana di Napoli) con annesso parcheggio di scambio multipiano. Gli assi viari sono il viale Colli Aminei e la via Nicolardi; da entrambi si dipartono numerose traverse, denominate con nomi di piante e fiori, a ricordo della storica bellezza naturalistica dei luoghi. In origine le traverse di viale Colli Aminei erano stradine private che facevano parte di grossi condomini (Parco La Pineta, Rione Sapio). Le traverse in seguito sono state acquisite dal Comune.

## I parchi

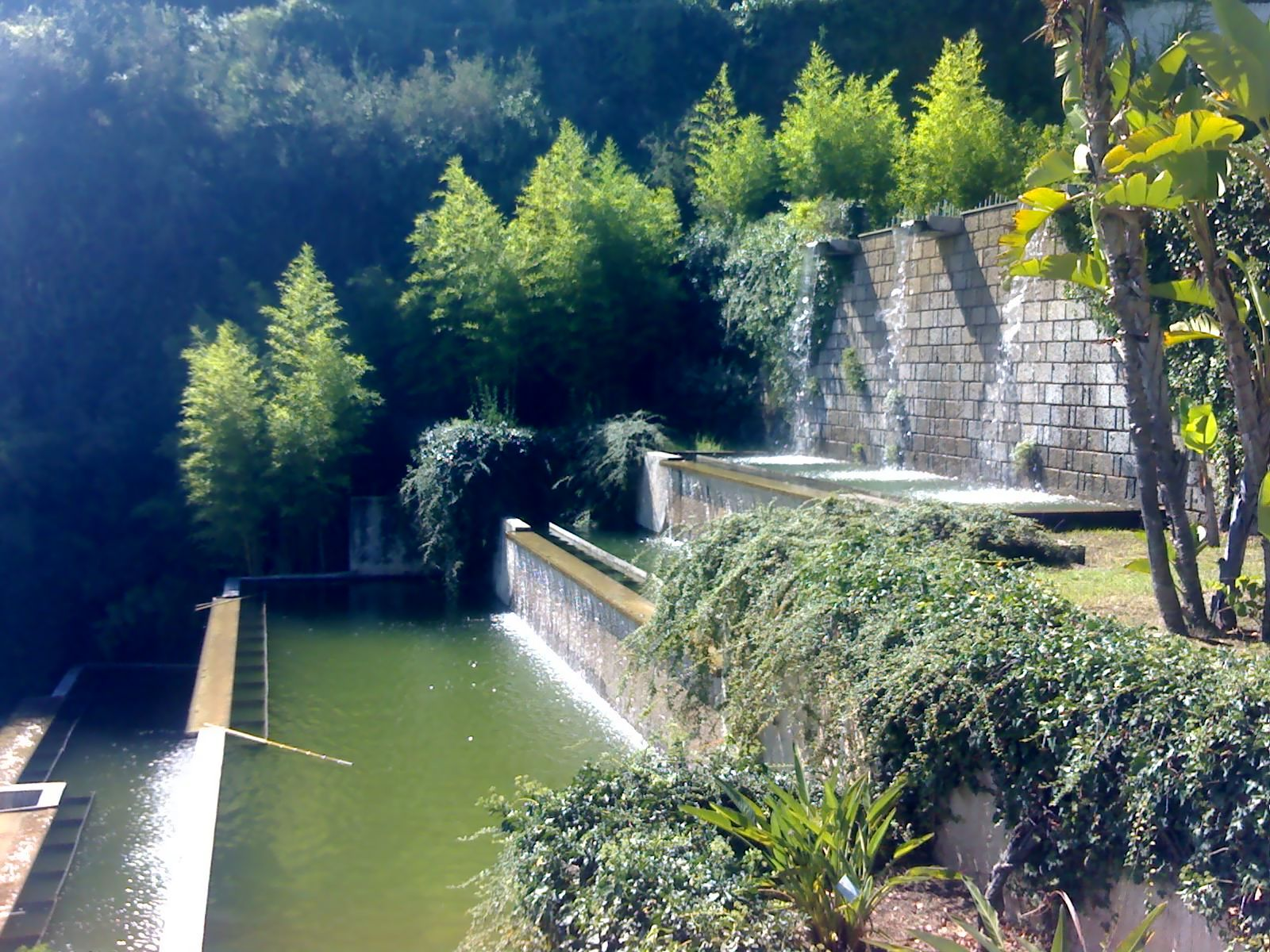
Il parco del Poggio

Diversi parchi urbani sono presenti nel quartiere o nelle sue immediate vicinanze.
Di rara bellezza è il Parco del Poggio, aperto nel 2001, che si snoda sul versante della collina che affaccia verso il mare. Dà un panorama di Napoli da un punto abbastanza elevato che abbraccia il Vesuvio, quasi di fronte, e la zona di piazza Municipio con la collina del Vomero che la sovrasta. Al suo interno il Parco ha un percorso pergolato che discende verso il suo punto più basso (giusto sopra la Tangenziale di Napoli), un'area attrezzata per bambini, un mini orto botanico con esposizione di piante esotiche, e soprattutto un lago artificiale, circondato da sedili in muratura a mo' di arena. Al centro del lago è situato un palco per dar modo, nel periodo estivo, di rappresentare spettacoli canori e vari o proiezioni di film.
Il 5 aprile 2008 è stato aperto il Parco di Via Nicolardi, più piccolo del Parco del Poggio, dotato di pista di pattinaggio e percorso natura. Il contiguo Vallone di San Rocco, benché non facilmente accessibile al pubblico, è tutelato come polmone verde ed inserito nella riserva urbana delle colline napoletane.
A poca distanza dal quartiere sono presenti il Parco di Capodimonte, con la storica reggia borbonica e il Museo di Capodimonte, nonché il grande e selvaggio Parco dei Camaldoli.